# Heinrich Hübsch

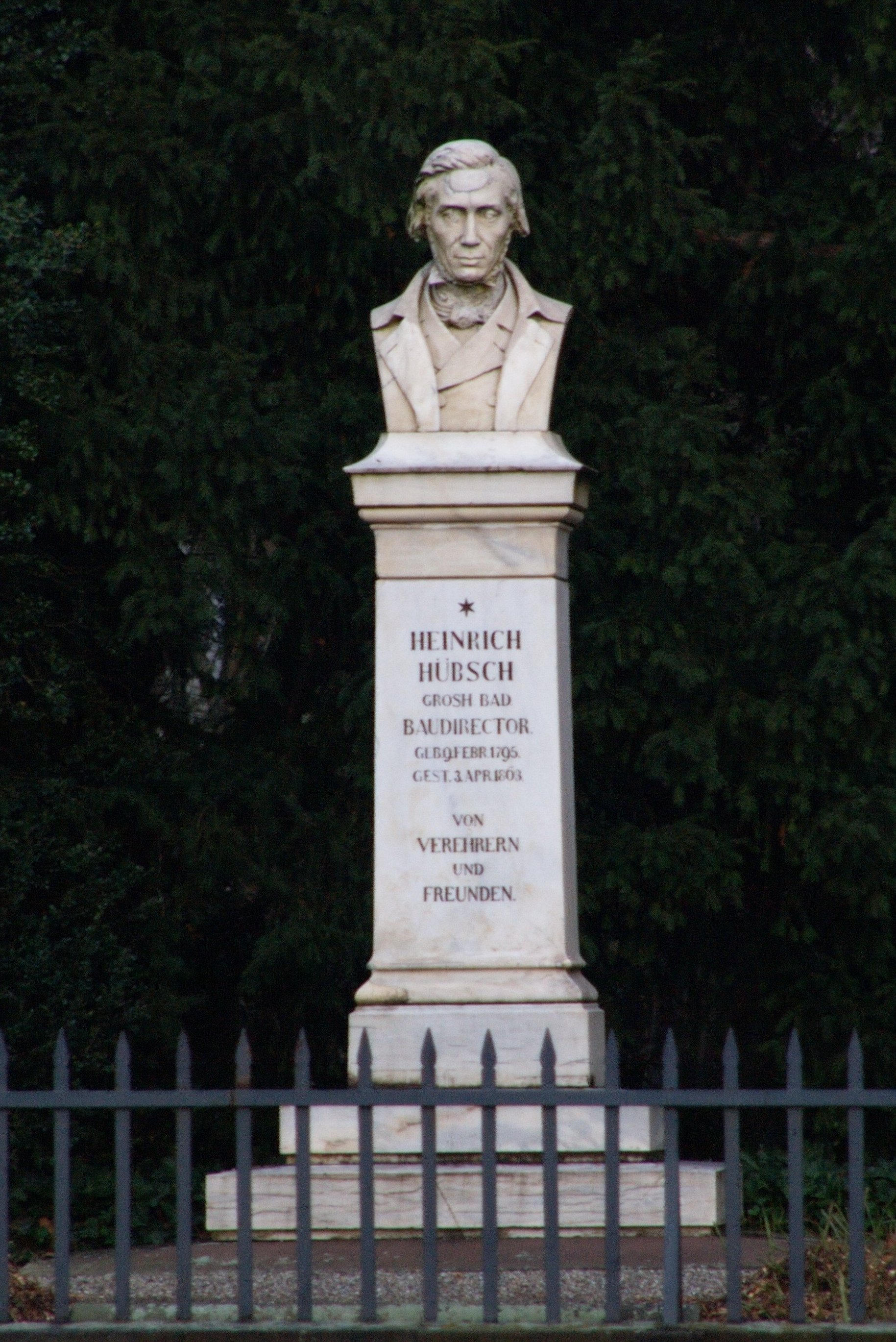
Denkmal für Heinrich Hübsch von Karl Friedrich Moest

Polytechnikum in Karlsruhe

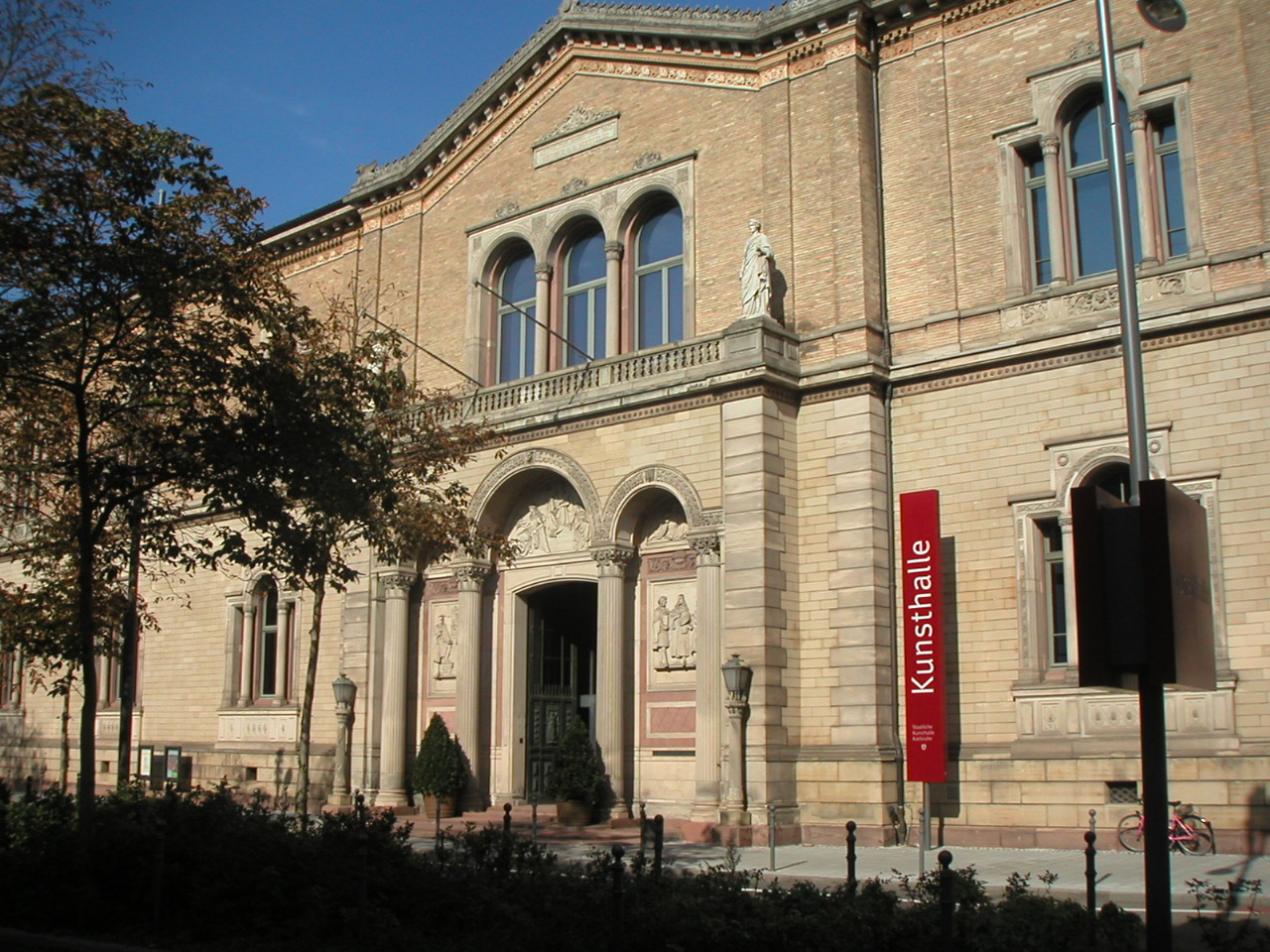
Kunsthalle Karlsruhe

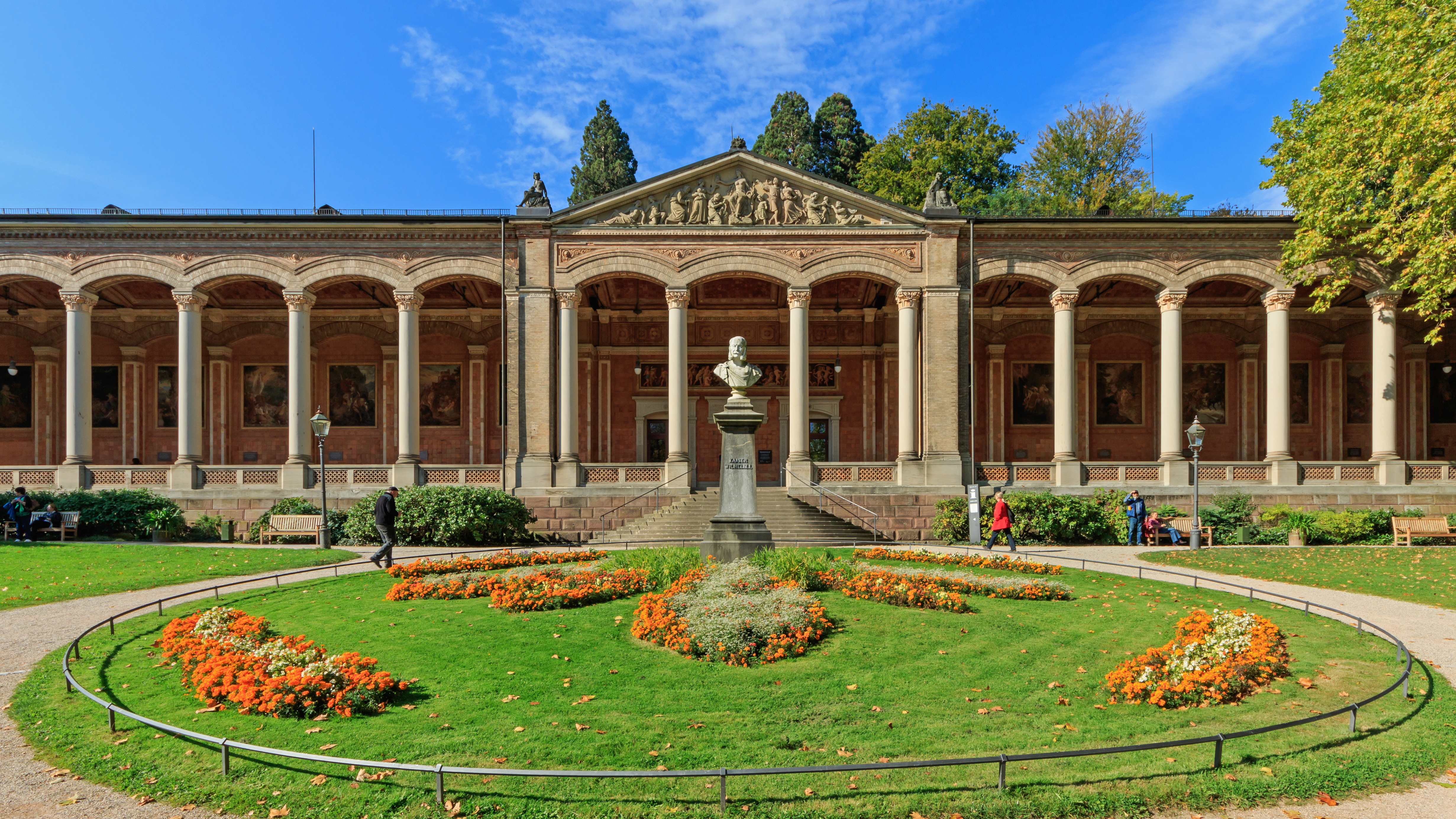
Trinkhalle Baden-Baden

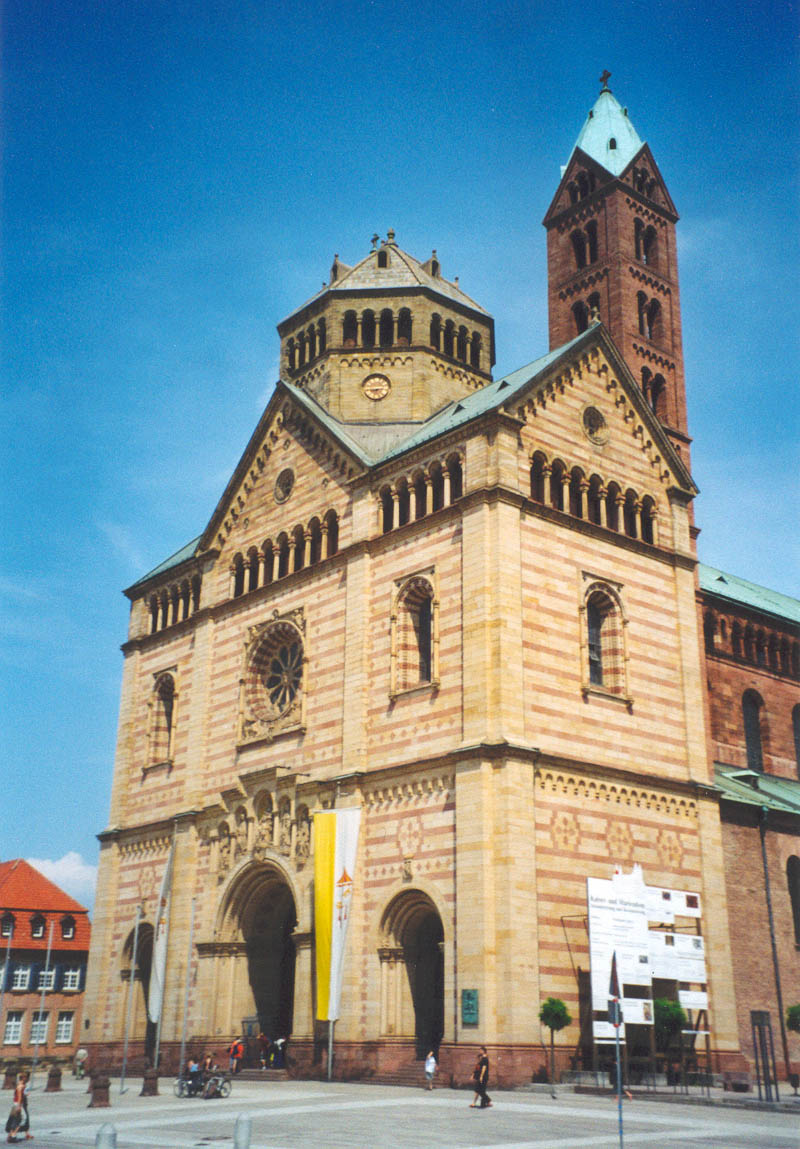
Eingangswerk Speyrer Dom

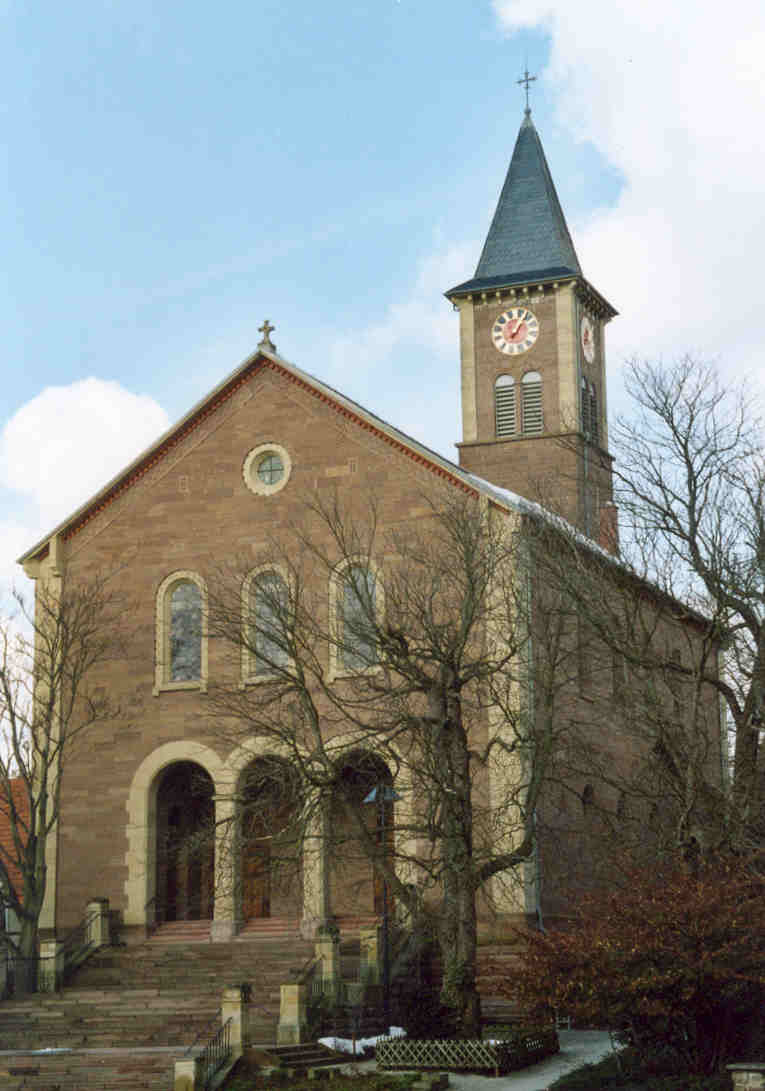
Kirche in Bauschlott

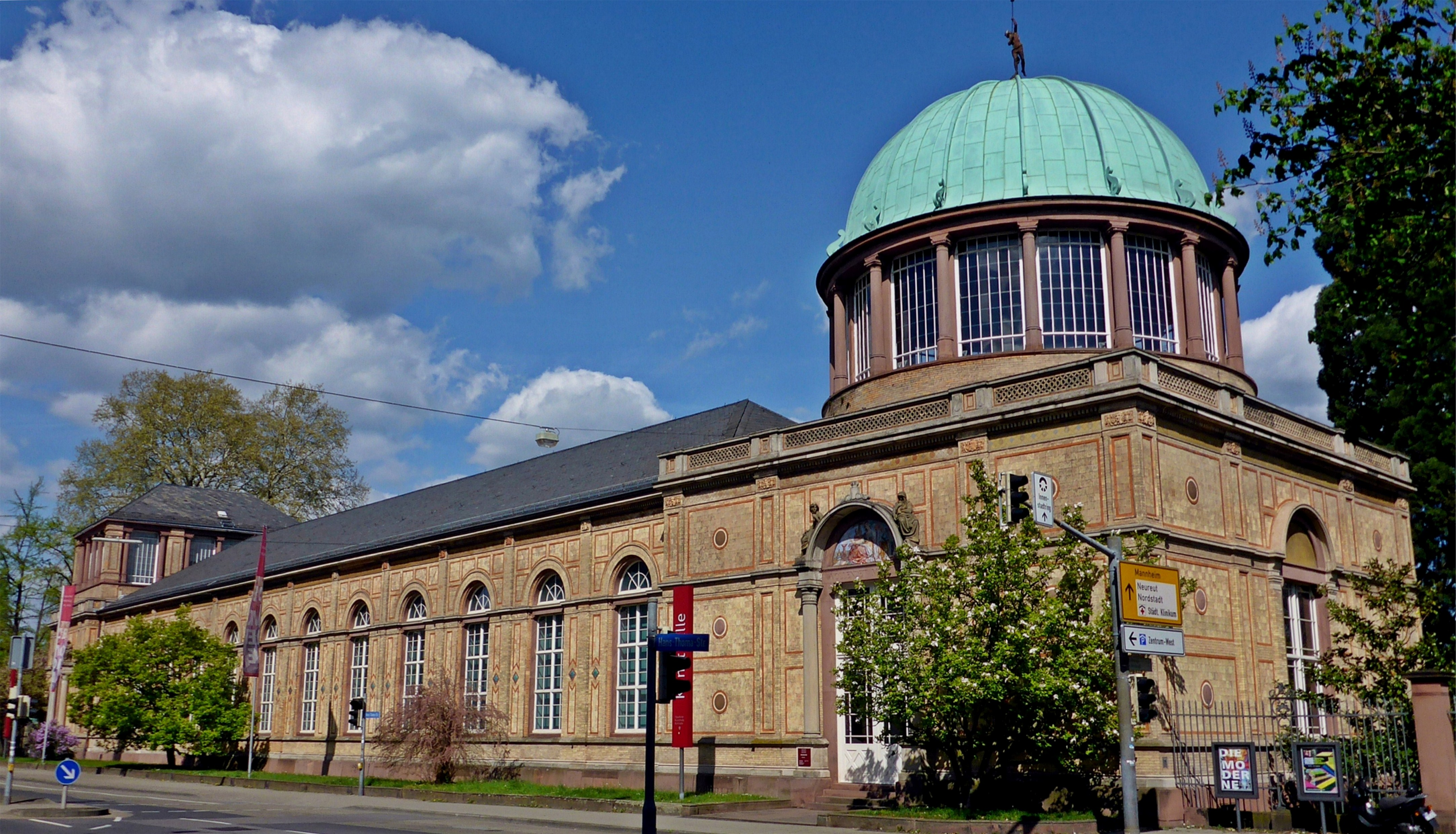
Orangerie Karlsruhe

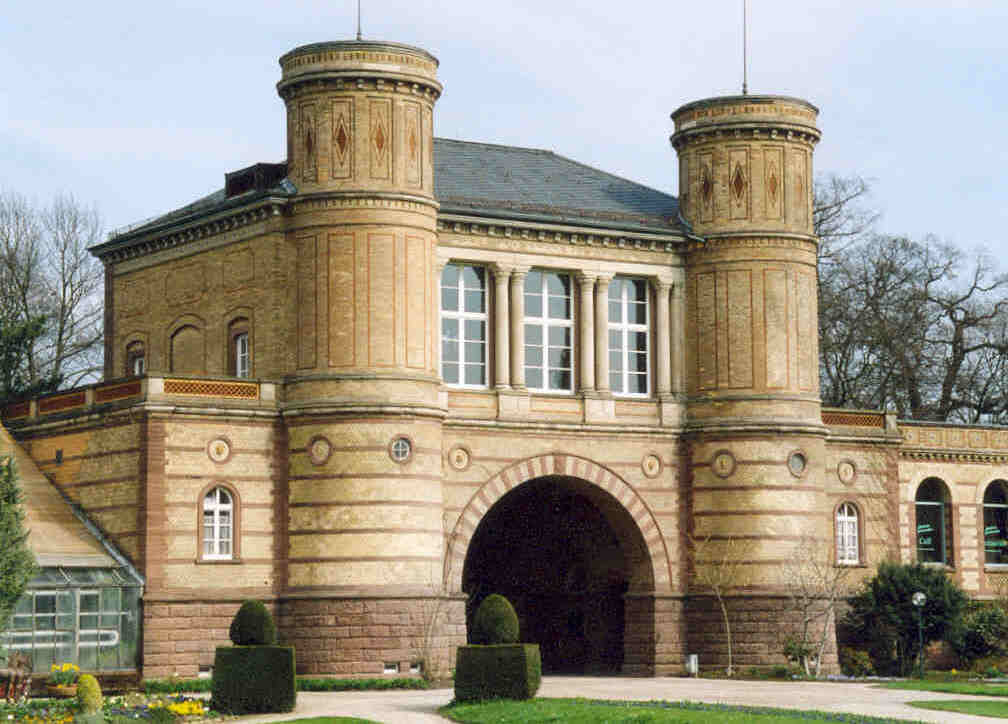
Torbau im Botanischen Garten Karlsruhe

Heinrich Hübsch (* 9. Februar 1795 in Weinheim; † 3. April 1863 in Karlsruhe) war ein deutscher Architekt, Hochschullehrer und großherzoglich badischer Baubeamter in Karlsruhe. Der Verfechter des Rundbogenstils war in der Nachfolge seines Lehrers Friedrich Weinbrenner der oberste Baubeamte und führende Architekt des Großherzogtums Baden.

## Lebenslauf
Heinrich Hübsch wuchs in Weinheim an der Bergstraße als Sohn des Fürstlich Thurn- und Taxis’schen Postverwalters Karl Samuel Hübsch (1768–1842) und dessen Ehefrau der Pfarrerstochter Friederike Pagenstecher (1773–1849) auf.
Nach dem Besuch des Gymnasiums in Darmstadt, das damals unter der Leitung des Pädagogen I. G. Zimmermann stand, schrieb sich Heinrich Hübsch im Frühjahr 1813 an der Ruprecht-Karls-Universität Heidelberg ein, wo er Philosophie und Mathematik studierte. Die wissenschaftliche Ausbildung befriedigte den Studenten nicht, vielmehr erwachte durch die Beschäftigung mit Werken von Johann Wolfgang von Goethe und Friedrich Schlegel sowie der altdeutschen Gemäldesammlung der Brüder Sulpiz Boisserée und Melchior Boisserée (1786–1851) sein Interesse an der Kunst.
Nach dem Eintritt in die Bauschule Friedrich Weinbrenners in Karlsruhe 1815 musste Hübsch zunächst seine eigenen künstlerischen Ambitionen zurückstellen. 1817 unternahm er eine Reise nach Italien, wo er während seines dreijährigen Aufenthalts vorzugsweise in Rom, dem Zentrum des deutschen Kunstlebens, lebte. Hübsch studierte die antike Architektur und gab nach einer Reise im Jahr 1819 nach Athen und Konstantinopel (mit Joseph Thürmer und Franz Heger) 1822 in Heidelberg zwei Werke über griechische Architektur heraus. Wichtiger für seine Entwicklung war jedoch der Umgang mit den in Rom lebenden Künstlern.
Hübsch lernte in Rom auch die frühchristlichen Basiliken kennen, in denen er Vorbilder für sein eigenes Schaffen erkannte. Auch die Gotik Ober- und Mittelitaliens, die ihm auf der Hinreise im Vergleich mit der deutschen Gotik unvollkommen erschienen war, gewann für ihn auf der Heimkehr entscheidende Bedeutung.
1820 legte Hübsch bei Friedrich Weinbrenner die Staatsprüfung ab und kehrte, weil sich in Karlsruhe kein geeignetes Tätigkeitsfeld für ihn fand, 1822 zur Vollendung seiner Studien nach Rom zurück. Auf Empfehlung des Historikers Johann Friedrich Böhmer erhielt er im Frühjahr 1824 eine Anstellung als Lehrer an der Gewerbeschule des neu gegründeten Städelschen Instituts in Frankfurt am Main. Mit der evangelischen Hauptkirche in Barmen (1825–1829) und dem Waisenhaus in Frankfurt (1826–1829) erhielt er seine ersten größeren Bauaufträge.
Nach dem Tod Weinbrenners wurde Hübsch 1827 als Mitglied der Baukommission und Architekt der Residenzstadt Karlsruhe in den badischen Staatsdienst berufen. Der Ernennung zum Mitglied der Baudirektion 1828 folgte ein Jahr später die Ernennung zum Baurat, 1831 zum Oberbaurat und 1842 zum Baudirektor. Als oberster Baubeamter des Landes hatte er großen Einfluss auf das Baugeschehen in Baden.
1832 wurde Hübsch die Leitung der Karlsruher Bauschule übertragen, wo er bis 1854 lehrte. Diese Bauschule, die seit 1800 als private Institution von Weinbrenner geleitet worden war, war seit 1825 Bestandteil der neu gegründeten Polytechnischen Schule Karlsruhe, aus der später die Technische Hochschule Karlsruhe bzw. das heutige Karlsruher Institut für Technologie hervorging.
Während seiner Lehrtätigkeit folgten vier weitere Reisen nach Rom: 1838, im Herbst 1849, als er zum Katholizismus übertrat, 1853/1854 und 1859/1860.
Für den Schlossgarten in Karlsruhe schuf der Bildhauer Karl Friedrich Moest ein Denkmal des Architekten.

## Familie
Er heiratete 1828 in Freiburg im Breisgau Luise Heller, eine Tochter des erzbischöflichen Kanzleidirektors Heinrich Heller. Das Paar hatte eine Tochter, die aber jung starb.

## Bauten
Nach seiner Aufnahme in den badischen Staatsdienst errichtete Hübsch in Karlsruhe als seinen ersten öffentlichen Bauauftrag 1828 bis 1830 die beiden (1912 und 1967 aus verkehrstechnischen Gründen beseitigten) Wachhäuser des Karlstores, die mit ihren drei rundbogigen Arkaden an die Loggia dei Lanzi in Florenz erinnerten. Nach seiner Berufung an die 1825 gegründete Polytechnische Schule erhielt er 1833 den Auftrag für den neuen Hochschulbau, dem heutigen Hauptgebäude des Karlsruher Instituts für Technologie, das er in Form eines italienischen Palazzo im Rundbogenstil entwarf (erweitert 1864 durch Friedrich Theodor Fischer um einen neuen Mittelbau und einen östlichen Flügel).
Einen wichtigen Aufgabenbereich von Hübsch stellten die Bauten des Karlsruher Schlossbezirks dar. Als erstes Gebäude errichtete er 1830 bis 1833 die Finanzkanzlei (dem heutigen Regierungspräsidium Karlsruhe) am Schlossplatz als nüchternen Sichtziegelbau mit Sandsteingliederungen sowie einer gestaffelten Baukörperform mit erhöhtem Mittelteil (beim Wiederaufbau nach 1945 dreigeschossig geschlossen). Von 1837 bis 1846 entstand das Gebäude der Kunsthalle, das durch die Verwendung der Rundbogenfenster und des  Venezianischen Fensters oder „Serliana“ programmatisch den von Hübsch propagierten Baustil vertritt. 1851 bis 1853 folgte nach Brand des von Friedrich Weinbrenner errichteten Vorgängerbaus das Hoftheater (zerstört 1944, abgebrochen 1964), das aus Brandschutzgründen vollständig gewölbt war. Sein Dekor bestand wie bei Bauten der italienischen Renaissance aus Terrakottareliefs. 1853 bis 1857 baute er die Orangerie, bei der er das Prinzip der durch unterschiedliche Steinwahl erzielte Polychromie im Sinne der von ihm propagierten Materialästhetik verwirklichte, gleichzeitig entstanden die Gebäude des Botanischen Gartens mit ihrem stadttorartigen Mittelbau im Sinne eines spätromantischen Historismus.
Außerhalb von Karlsruhe errichtete Hübsch in den Jahren 1837 bis 1840 die Trinkhalle Baden-Baden. Bezeichnend für seine Architekturauffassung ist, dass er den klassischen Aufbau der Säulenfront mit horizontalem Gebälk durch eine segmentbogige selbsttragende Konstruktion ersetzte. Das 1841–48 errichtete Zuchthaus Bruchsal ist nach dem damals modernen System als eine sternförmig von einem zentralen Oktogonbau ausgehende Vierflügelanlage geplant, festungsartig umgeben von einer polygonalen Umfassungsmauer mit Wehrgang und Zinnenkranz und einem in klassischen Formen gehaltenen Zugangsportal mit Rustikaquadern.
Einen wichtigen Aspekt im Bauschaffen von Heinrich Hübsch stellen die Kirchenbauten dar. Auf der Grundlage der von ihm in Rom untersuchten und publizierten frühchristlichen Kirchen (Die altchristlichen Kirchen, 1863) entwickelte er einen Kirchenbaustil in Form von flachgedeckten Basiliken mit überschaubaren Innenräumen. Sein Erstlingswerk war die 1828 bis 1832 errichtete Unterbarmer Hauptkirche in Wuppertal. Programmatische Bedeutung in seinem Schaffen hat die St.-Cyriakus-Kirche in Karlsruhe-Bulach, errichtet 1835 bis 1837, gefolgt 1858 bis 1862 von der Kirche St. Ludwig in Ludwigshafen am Rhein. Für die Untersuchung der Tragstruktur der St.-Cyriakus-Kirche nutzte Hübsch Hängemodelle.
Seine zahlreichen Landkirchen zeigen, dass er Materialien und Konstruktionen für jeden Auftrag neu zusammenstellte. Daraus entstand eine auffällige Vielfalt, die neben Rundbögen auch Segment- und Spitzbögen (Evangelische Kirche in Zaisenhausen, 1834–36), neben Gewölben auch flache Decken (St. Laurentius in Kronau, 1860–61; St. Michael in Bühlertal, 1862–63), neben steinernen auch hölzerne Stützen (Evangelische Kirche in Gondelsheim, 1838–42) zuließ. Damit widerlegte er selbst die mit seinem Namen verbundene Verengung auf den Rundbogenstil.
Neben den Neubauprojekten befasste sich Hübsch mit der Restaurierung und dem Wiederaufbau mittelalterlicher Kirchen. Eine Herausforderung bildete die Translozierung der Kirche des Klosters Tennenbach, die auf Anordnung von Großherzog Ludwig als Ludwigskirche in Freiburg wiedererrichtet wurde. Nachdem Friedrich Eisenlohr von ihr 1829 vor ihrem Abbruch ein Bauaufmaß erstellt hatte, begann ihr rekonstruierender Wiederaufbau in Freiburg, wobei Hübsch im Sinne einer angestrebten Stilreinheit spätere Veränderungen rückgängig machte.
Bei der Errichtung des neugotischen Turmaufbaus des Konstanzer Münsters (1851–1853) war Hübsch nur in seiner Aufsichtsfunktion als badischer Baudirektor beteiligt, die Planung erfolgte durch Baurat Ernst Oehl. Entscheidender wurde die Wiedererrichtung des Westbaus des Speyrer Domes, die Hübsch 1854–1858 im Auftrag des früheren bayerischen Königs Ludwig I. im Sinne des frühen Historismus vornahm. Ein Folgeauftrag war die Neuerrichtung der Türme der Stiftskirche Berchtesgaden, deren Bau erst nach seinem Tod 1864 abgeschlossen werden konnte.

## Architekturtheoretiker
In seiner 1828 publizierten Schrift In welchem Style sollen wir bauen? entwickelte Hübsch ein Programm für einen neuen Architekturstil. Wichtigste Forderung war die Überwindung der klassizistischen Architektur Weinbrenners zugunsten einer neuen Stilsprache, wie sie in der bildenden Kunst bereits vollzogen sei. Als wesentliche Elemente des Stils identifizierte er: Decke und Wände; Pfeiler und Säulen; Türen und Fenster; Verdachung und Hauptgesims. Entscheidend seien die Forderungen des Klimas und der verfügbaren Baumaterialien, die in Mitteleuropa die Verwendung antiker Bauformen und Materialien (Marmor) ausschlössen und stattdessen Sandstein und Ziegelbau in sichtbarer Verwendung forderten. Anstelle des klassischen Systems aus Säulen und Architrav müssten daher Pfeiler und Rund- oder Segmentbogenformen treten. Der gotische Spitzbogen hingegen sei wegen seiner ungünstigen Höhenentwicklung namentlich für mehrgeschossige Bauten abzulehnen. Da ansonsten in der gesamten Architekturgeschichte, so in der römischen, der frühchristlichen, der neugriechischen (byzantinischen), der romanischen und selbst in der barocken Architektur  der Rundbogen vorgeherrscht habe, so sei dieser auch für die neue Bauweise des Rundbogenstils anzuwenden.
Obwohl er den Begriff des Rundbogenstils in dieser frühen und kurzen Schrift nur zögernd und dann rückwirkend auf historische Bauten verwendete, ist dieser seitdem mit Heinrich Hübsch identifiziert worden. In seinem theoretischen Hauptwerk „Die Architectur und ihr Verhältniß zur heutigen Malerei und Sculptur“ fehlt der Begriff ganz; darin propagierte er nun noch umfassender und deutlicher eine ausgewogene, sachliche Herangehensweise, die ausdrücklich das Ausprobieren unterschiedlicher Möglichkeiten erlaubte, wie er es in seiner Baupraxis selbst auch vormachte.

## Würdigung
Die Bauten und das schriftstellerische Werk von Hübsch übten einen bestimmenden Einfluss auf die Architektur des mittleren 19. Jahrhunderts aus. Die Fixierung auf das Wort vom Rundbogenstil hat lange den Blick auf die kreative Vielfalt in seinem Werk verstellt. Wie erst in der neuen Literatur dargestellt wurde, entwarf er keineswegs eine dogmatische Stillehre, sondern eine breite Basis, um den jeweiligen Auftrag nach allen Seiten hin zu durchdenken und hierfür die geeignetste Form zu finden. Zentrale Ziele dieser Herangehensweise waren die möglichst effiziente Konstruktion, die sinnliche Erscheinung und Farbigkeit der Baumaterialien und der gleichwertige Einbezug von Kunstwerken, vor allem Wandbildern, Reliefs und Plastiken, mit denen die Architektur zu einer Einheit verschmelzen sollte: „sinnlich, materialverliebt und schönheitssüchtig“.
In dieser Konsequenz blieb Hübschs Architekturauffassung einzigartig, was sich aus Hübschs individuellem Werdegang zwischen der romantischen Philosophie und der Rationalität seines Lehrers Friedrich Weinbrenner erklären lässt, mithin auch aus der kulturellen Tradition des Landes Baden. Deshalb konnte sie dort ein getreues Echo im Werk seines Schülers und Nachfolgers Jakob Hochstetter finden.
Doch auch darüber hinaus zeigte sie Wirkung. In München folgten Friedrich von Gärtner, in Berlin Karl Friedrich Schinkel und die nachfolgende Schinkelschule, in Hannover Conrad Wilhelm Hase und die von ihm begründete Hannoversche Architekturschule der von Hübsch eröffneten Richtung. Seine Ideen übten auch einen wesentlichen Einfluss auf Gottfried Sempers Schrift Der Stil in den technischen und tektonischen Künsten oder Praktische Ästhetik (erschienen 1860–1863) und auf die nachfolgende Architektur des Historismus aus, die jedoch in ihrer Orientierung an konkrete historische Baustile, namentlich der Gotik, dem eher nüchternen Konzept von Hübsch und der von ihm geforderten Schlichtheit der Bauten zunehmend ablehnend gegenüberstand.

## Schriften
- Ueber griechische Architectur. Mohr, Heidelberg, 1822
- Vertheidigung der griechischen Architectur gegen A. Hirt. Mohr, Heidelberg, 1824 (Digitalisat, UB Heidelberg)
- Entwurf zu einem Theater mit eiserner Dachrüstung. Wesche, Frankfurt, 1825
- Die Architectur und ihr Verhältniß zur heutigen Malerei und Sculptur. Cotta, Stuttgart u. Tübingen. 1847
- In welchem Style sollen wir bauen?, Karlsruhe, 1828 (Digitalisat, UB Heidelberg)
- Die altchristlichen Kirchen nach den Baudenkmalen und älteren Beschreibungen und der Einfluss des altchristlichen Baustyls auf den Kirchenbau aller späteren Perioden: Atlas enthaltend 63 Platten nebst deren Erklärung auf drei Bogen, 1863 (Digitalisat, UB Heidelberg)